# Carnot
«Карно́» (фр. Le Carnot) — эскадренный броненосец военно-морских сил Франции. Второй броненосец типа «Шарль Мартель». Назван в честь инженера и Президента Франции Франсуа Карно.
Корабль был заложен в июле 1891, спущен на воду в июле 1894 и вступил в строй в июле 1897. Был вторым в серии из пяти, «Шарль Мартель», «Карно», «Массена», «Жорегиберри», «Буве», формально относящихся к единому классу, но существенно отличающихся деталями конструкции броненосцев, построенных для ВМС Франции в 1890-х годах.

## Конструкция
«Карно» был несколько больше предыдущего корабля и имел полное водоизмещение в 11 954 тонны. Длина его составляла 114 метров, ширина — 21,4 метр и осадка — 8,36 метра.
В отличие от прототипа, корабль имел меньшую высоту надстроек и более лёгкие мачты. За счет этого удалось выиграть вес, и высота борта в кормовой части была несколько больше. 
Корабль имел две машины, общей мощностью в 16300 индикаторных лошадиных сил, и развивал скорость до 17,8 узлов. Вооружение обоих проектов было идентично, но его расположение изменилось: две башни 274-миллиметровых орудий на «Карно» располагались в центре корпуса.
Противоминное и торпедное вооружение было идентично «Шарлю Мартелю».

## Служба
У броненосца была довольно однообразная и непримечательная служба. «Карно» провел большую часть службы в средиземноморской эскадре французского флота, сначала в составе действующего флота, а позже был переведен в запас. Броненосец регулярно участвовал в ежегодных широкомасштабных манёврах и в боевой подготовке французского флота. 
Когда в августе 1914 года началась Первая мировая война, «Карно» находился в запасе, поэтому он не участвовал в боевых действиях во время конфликта. «Карно» находился в резерве вплоть до своего списания в 1922 году. Броненосец был продан и пущен на лом в 1922 году.